# Hans Alfred Neper

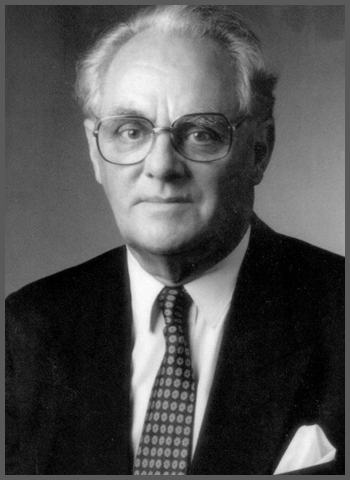
Foto

Hans Alfred Nieper (23 de Maio 1928-1921 Outubro de 1998) foi um polêmico alemão praticante da medicina alternativa que inventou a "Terapia Nieper". Ele é mais conhecido por suas reivindicações de ser capaz de tratar o cancer, esclerose múltipla, e outras doenças graves.

## Formação
Nascido na Alemanha em 1928, Nieper foi educado na Johann Gutenberg University e na Universidade de Friburgo (Alemanha) antes de ganhar seu diploma de medicina na Universidade de Hamburgo . Durante sua carreira, ele atuou como diretor para o Departamento de Medicina do Hospital Silbersee em Hanover e pela Sociedade Alemã de Medicina de tratamento de tumores.
Nieper foi um dos primeiros pesquisadores a trabalhar com orotato de lítio. Nieper também patenteou, juntamente com Franz Kohler, cálcio 2-aminoethylphosphate (Cálcio AEP), que ele acreditava que poderia ser útil no combate de doenças como diabetes juvenil,gastrite, úlcera, tiroidite, miocardite e doença de Hodgkin.  no entanto, não há nenhuma evidência de renome ensaios clínicos para o sucesso do "regime Nieper" para o tratamento de esclerose múltipla utilizando cálcio AEP. A "Nieper Terapia" para o cancro também usa cálcio AEP, juntamente com selênio. Ele é baseado em parte em torno da crença de Nieper que o câncer é mais raro entre os tubarões do que outros peixes e sua teoria de que o sangue com menor quantidade de sódio nos tubarões pode ser a razão; ele coloca entre seus principais objetivos a redução do sódio em pacientes com câncer.